# Kreis Höchst
| Basisdaten         | Basisdaten          |
| ------------------ | ------------------- |
| Preußische Provinz | Hessen-Nassau       |
| Regierungsbezirk   | Wiesbaden           |
| Kreisstadt         | Höchst am Main      |
| Bestandszeitraum   | 1886–1928           |
| Fläche             | 143,5 km²           |
| Einwohner          | 86.129 (1925)       |
| Bevölkerungsdichte | 600 Ew./km² (1925)  |
| Gemeinden          | 21 (1886) 18 (1928) |
| Karte (1905)       |                     |
| Landkreis Höchst   |                     |

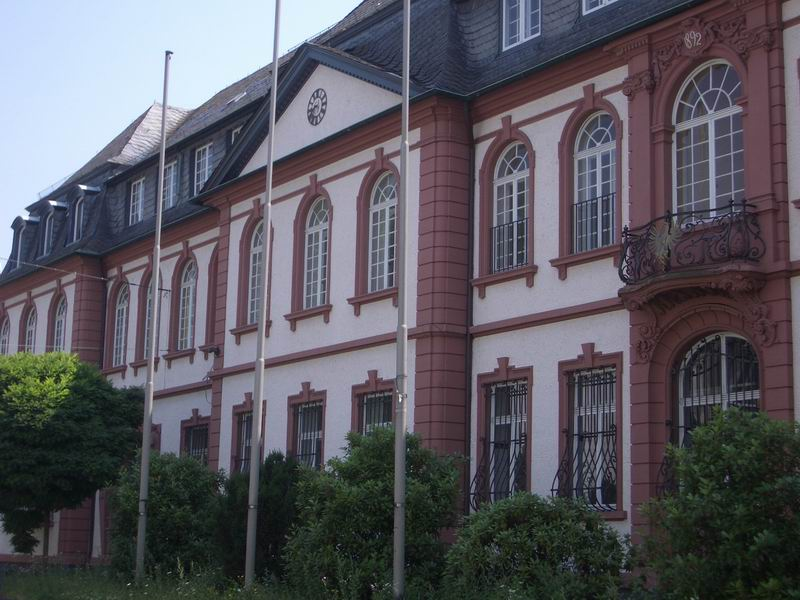
Das ehemalige Landratsamt in Frankfurt-Höchst

Der Kreis Höchst am Main war ein Landkreis im Regierungsbezirk Wiesbaden der preußischen Provinz Hessen-Nassau, zwischen der Stadt Frankfurt am Main im Osten und dem Landkreis Wiesbaden im Westen gelegen. Kreisstadt war Höchst am Main.

## Geschichte
Der Kreis Höchst wurde am 1. April 1886 im Zuge einer Gebietsreform in der Provinz Hessen-Nassau aus den Gemeinden des alten Amtes Höchst (außer der Gemeinde Heddernheim) sowie den Gemeinden Langenhain, Lorsbach und Marxheim des alten Amtes Hochheim gebildet. Das Kreisgebiet hatte bis dahin den östlichen Teil des 1867 gegründeten Mainkreises gebildet.
Am 1. Juli 1917 wurden die Gemeinden Sindlingen, Unterliederbach und Zeilsheim in die Stadt Höchst am Main eingegliedert.
Der Kreis Höchst wurde am 1. April 1928 aufgelöst. Die Stadt Höchst am Main sowie die Gemeinden Griesheim, Nied, Schwanheim und Sossenheim wurden dabei in die kreisfreie Stadt Frankfurt am Main eingemeindet. Alle übrigen Gemeinden wurden Bestandteil des neu gegründeten Main-Taunus-Kreises. Der Frankfurter Stadtteil Höchst blieb bis 1987 der Verwaltungssitz des Main-Taunus-Kreises.

## Einwohnerentwicklung
| Jahr | Einwohner |
| ---- | --------- |
| 1900 | 55.493    |
| 1910 | 76.811    |
| 1925 | 86.129    |

## Landräte
Die Landräte des Kreises waren:

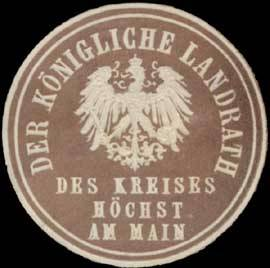
Siegelmarke des Landrats des Kreises Höchst

- 1886–1892: August von Trott zu Solz (1855–1938)
- 1892–1894: Wilhelm von Meister (1863–1935)
- 1894–1900: Otto von Steinmeister (1860–1937)
- 1900–1910: Heinrich von Achenbach (1863–1933)
- 1910–1920: Robert Klauser (1867–1951)
- 1921–1926: Josef Zimmermann (1871–1929)
- 1926–1928: Wilhelm Apel (1873–1960)

## Gemeinden
Zum Kreis Höchst gehörten ursprünglich 21 Städte und Gemeinden, von denen acht zu Stadtteilen von Frankfurt am Main wurden und 13 Kommunen dem insgesamt 45 Städte und Gemeinden umfassenden Main-Taunus-Kreis zugeordnet wurden. Nachfolgend sind die Städte und Gemeinden des Landkreises aufgeführt:
| frühere Gemeinde                 | heutige Gemeinde     | heutiger Kreis    |
| -------------------------------- | -------------------- | ----------------- |
| Eschborn                         | Eschborn             | Main-Taunus-Kreis |
| Griesheim                        | Frankfurt am Main    | Frankfurt am Main |
| Hattersheim                      | Hattersheim am Main  | Main-Taunus-Kreis |
| Höchst am Main, Stadt            | Frankfurt am Main    | Frankfurt am Main |
| Hofheim am Taunus                | Hofheim am Taunus    | Main-Taunus-Kreis |
| Kriftel                          | Kriftel              | Main-Taunus-Kreis |
| Langenhain                       | Hofheim am Taunus    | Main-Taunus-Kreis |
| Lorsbach                         | Hofheim am Taunus    | Main-Taunus-Kreis |
| Marxheim                         | Hofheim am Taunus    | Main-Taunus-Kreis |
| Münster                          | Kelkheim             | Main-Taunus-Kreis |
| Nied                             | Frankfurt am Main    | Frankfurt am Main |
| Niederhofheim                    | Liederbach am Taunus | Main-Taunus-Kreis |
| Oberliederbach                   | Liederbach am Taunus | Main-Taunus-Kreis |
| Okriftel                         | Hattersheim am Main  | Main-Taunus-Kreis |
| Schwanheim                       | Frankfurt am Main    | Frankfurt am Main |
| Sindlingen (1917 zu Höchst)      | Frankfurt am Main    | Frankfurt am Main |
| Soden am Taunus                  | Bad Soden am Taunus  | Main-Taunus-Kreis |
| Sossenheim                       | Frankfurt am Main    | Frankfurt am Main |
| Sulzbach                         | Sulzbach             | Main-Taunus-Kreis |
| Unterliederbach (1917 zu Höchst) | Frankfurt am Main    | Frankfurt am Main |
| Zeilsheim (1917 zu Höchst)       | Frankfurt am Main    | Frankfurt am Main |